# Олекшицька сільська рада
Олекшицька сільська рада — адміністративно-територіальна одиниця Берестовицького району Гродненської області Білорусь. Адміністративний центр — село Олекшиці. Голова сільської ради — Головач Віталій Євгенович, управляючий ділами — Зелюк Олена Михайлівна.

## Населені пункти
Сільській раді підпорядковані 18 населених пунктів:
- село Верховляни
- село Гольні
- село Жукевичі
- село Колесники
- село Князевичі
- село Кордзики
- село Красники
- село Кубельники
- село Малі Гольні
- село Малі Ейсманти
- село Масаляни
- село Мурована
- село Новосілки
- село Олекшиці
- село Підбагоники
- село Пиховчици
- село Пески
- село Троцьцяки

## Населення
У 2011 році в 344 приватних господарствах проживало — 775 осіб, з них: діти до 15 років — 117 осіб, Працездатного населення — 399 осіб, Старше працездатного віку - 229 осіб, інвалідів I-ї та II-ї групи, які користуються пільгами - 95 осіб, одиноких старих - 65 осіб, учасників німецько-радянської війни - 8 особи.
На території сільської ради розташовані 481 будинки, серед яких - 308 житлові (з них 273 приватні і 35 СПК), 79 порожніх будинків з оформленою спадщиною, і 59 будинків із неоформленим спадком.

## Соціальна сфера
На території сільської ради розташована державна освітня установа «Поплавський навчально-педагогічний комплекс Конюховскій ясла сад - середня загальноосвітня школа», в якому в 2011 році навчалося 208 осіб.
Також працюють:
- Бібліотека
- Клуб-бібліотека
- Фельдширський пункт
- 2 магазини

## Пам'ятки
На території Олекшицької сільської ради знаходяться:
- 5 пам'ятників загиблим під час німецько-радянської війни.
- Пам'ятник про спалення села Верховляни.